# بهار رمی خانم استون
بهارِ رُمیِ خانمِ استون (به انگلیسی: The Roman Spring of Mrs. Stone) رمانی کوتاه از تنسی ویلیامز است که در سالِ ۱۹۵۰ منتشر شد.

## فیلم
این داستان دو بار در سال‌های ۱۹۶۱ و ۲۰۰۳ دستمایهٔ فیلمِ سینمایی قرار گرفته است.

## به فارسی
عبدالله گله‌داری این داستان را با عنوانِ هوس بهاری به فارسی درآورده است.